# Мойлан, Лора
Лора Мойлан (англ. Laura Moylan, род. 27 февраля 1983, Канберра) — австралийская шахматистка, международный мастер среди женщин (1999). Тренер ФИДЕ (2014).
Чемпионка Океании 1999 г. Бронзовый призёр чемпионата Океании 2002 г.
Чемпионка Австралии среди девушек 1996 г.
В период с 1994 по 1999 гг. представляла Австралию на юниорских чемпионатах мира (в разных возрастных категориях).
В составе сборной Австралии участница четырёх шахматных олимпиад (2000, 2002, 2006 и 2008 гг.). На олимпиаде 2000 г. получила индивидуальную серебряную медаль за 2-й результат среди запасных участниц (8 из 9).
В 2008 г. отошла от практической игры. Работает директором частной школы «Сиднейская академия шахмат». Является пресс-секретарем Шахматной ассоциации Нового Южного Уэльса.

## Изменения рейтинга
| Графики недоступны из-за технических проблем. См. информацию на Фабрикаторе и на mediawiki.org. |